# Magyarosuchus
Ne doit pas être confondu avec le genre de dinosaures Magyarosaurus.
Magyarosuchus fitosi
Genre
Espèce
Magyarosuchus est un genre éteint de crocodylomorphes marins ayant vécu au Toarcien (Jurassique inférieur), il y a environ entre 183 et 174 Ma (millions d'années). Un squelette presque complet a été découvert en Hongrie, dans la formation géologique des marnes de Kisgerecse dans les monts de Gerecse. Le faciès dominant de cette formation téthysienne est pélagique, de type ammonitico rosso. Une seule espèce est rattachée au genre, Magyarosuchus fitosi.

## Systématique
Le genre Magyarosuchus et l'espèce Magyarosuchus fitosi ont été décrits en 2018 par Attila Ősi (d), Mark Thomas Young (d), András Galácz (d) et Márton Rabi (d).

## Description
Avec une longueur d'environ 4,80 mètres, c'est l'un des plus grands prédateurs de milieu marin pélagique, mais de profondeur modérée, du Jurassique.
Il est caractérisé par un très long museau, mais surtout par le fait qu'il partage des caractères avec les deux principaux groupes de thalattosuchiens, les Teleosauroidea et les Metriorhynchoidea, :
- le dos et le ventre de Magyarosuchus sont protégés par de nombreux ostéodermes, ce qui est une caractéristique de la super-famille des Teleosauroidea adaptés à une vie plutôt terrestre, ce qui est confirmé par l'articulation crurotarsienne de ses chevilles qui indique que cette espèce pouvait se déplacer sur terre, au moins pour pondre ;
- une vertèbre caudale distale porte une épine neurale inhabituellement allongée et projetée vers le haut qui implique la présence d'une nageoire caudale hypocerque au moins rudimentaire et un léger déplacement ventral de la partie distale de la colonne vertébrale caudale. Ce caractère est typique des Metriorhynchoidea qui vont évoluer vers des formes plus marines à « morphologie de dauphin », avec une nageoire caudale et des nageoires.

## Taxonomie
L'analyse phylogénétique conduite par les inventeurs du genre, place Magyarosuchus fitosi dans la position la plus basale parmi les Metriorhynchoidea, en groupe frère avec Pelagosaurus typus.
La présence combinée d'une armure dorsale et ventrale, lourdes, et d'une nageoire caudale hypocerque est unique, ce qui met en évidence l'évolution en mosaïque de l'adaptation marine chez les Metriorhynchoidea.

## Étymologie
Le nom générique, Magyarosuchus, dérive de Magyaro qui se réfère au peuple hongrois et suchus, forme latinisée du grec ancien σούχος, soukhos, « crocodile ».
Son épithète spécifique, fitosi, lui a été donnée en l'honneur d'Attila Fitos, le découvreur du spécimen.

## Publication originale
- (en) Attila Ősi, Mark T. Young, András Galácz et Márton Rabi, « A new large-bodied thalattosuchian crocodyliform from the Lower Jurassic (Toarcian) of Hungary, with further evidence of the mosaic acquisition of marine adaptations in Metriorhynchoidea », PeerJ, PeerJ Publishing (d), vol. 6,‎ 10 mai 2018, e4668 (ISSN 2167-8359, OCLC 793828439, PMID 29761038, PMCID 5949208, DOI 10.7717/PEERJ.4668, lire en ligne).